# 商人城
商人城（Merchant City）是苏格兰格拉斯哥市中心的一个地区。

## 历史
中世纪的格拉斯哥十字位于高街和盐市街之间。现在被称为“商人城”的地区则是从1750年代开发的。烟草商人因繁荣的烟草、糖和茶叶航运而致富，他们的住宅和仓库都建在该地区。高街以西的区域形成了城市的历史骨架，建起宽、直的街道，和广场，标志着贯穿整个19世纪和20世纪的住宅西进过程的开始。

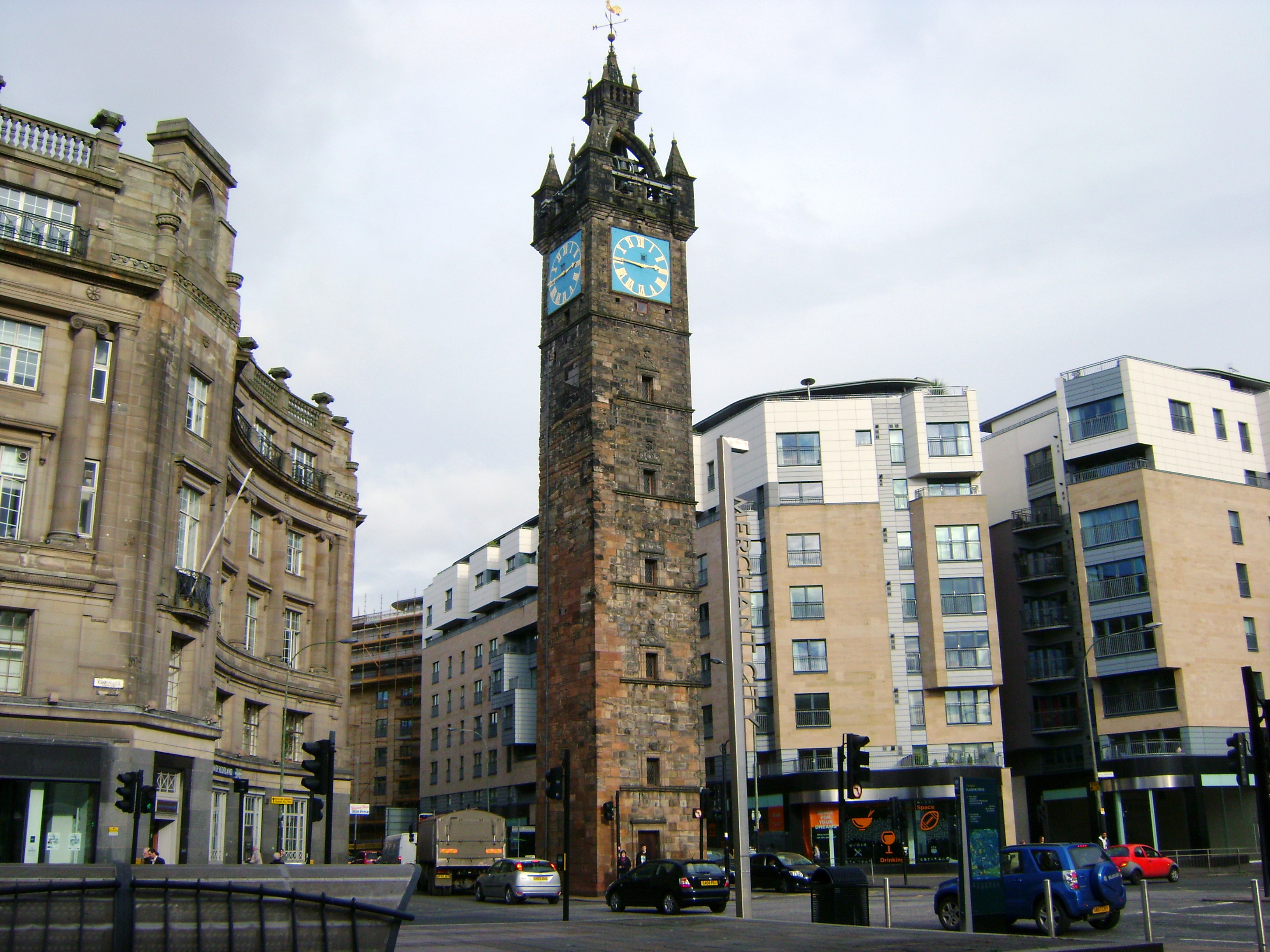

随着格拉斯哥在19世纪成为英国乃至整个大英帝国的第二大城市，该地区成为仓库区以及水果，蔬菜和奶酪市场的所在地。
20世纪60年代在市中心周围修建一条环形公路后，该地区走向衰落，许多建筑被市议会强制购买拆除，中央市场也搬到市中心以外的现代化建筑。然而，在20世纪80年代，决定重振该地区及其历史建筑物。此后，陆续建起许多新的酒吧和餐馆，以及意大利中心等高档购物区，每年9月举办商人城艺术节，形成住宅，购物和休闲区。“商人城”这个名字就是在再生期间创造的，在历史上并没有使用过这个名称。
2006年，商人城获得城市主义学院“伟大街区奖”。